# Mangfallbjergene
Mangfallbjergene (tysk: Mangfallgebirge) er den østlige del af de Bayerische Voralpen, som igen er en del af de Nordlige Kalkalper. De har navn efter floden Mangfall, der via sine bifloder Rottach, Weißach, Schlierach og Leitzach afvander det meste af området, og udgør et vigtigt drikkevandsreservoir for München.
Bjergområdet afgrænses mod vest af dalen til floden Isar og mod øst Inndalen; mod syd ligger Brandenberger Alpernen og grænsen til Østrig. Mod nord går går Mangfallbjergene over i Bayerisches Alpenvorland. 
Mangfallbjergene er inddelt i Tegernseer Berge (fra Isar til linjen Tegernsee – Rottach – Weiße Valepp), Schlierseer Berge (til Leitzachtal) og Wendelsteingruppen (mellem Leitzachtal, Ursprungstal og Inndalen).
Det højeste bjerg er Rotwand der er 1.884 moh. Wendelstein ligger kun få kilometer længere mod nordøst fra Rotwand, og er kun adskilt fra det an dal. Et meget brugt udflugtssted er Brünnstein.
Som de øvrige bjerge i Alperne, er Mangfallbjergene præget af den sidste istid (Würm-istiden), hvis gletsjere skabte både søerne og de afrundede dale.